# Río Perené
Der Río Perené ist der 165 km (einschließlich Quellflüssen: 294 km) lange linke Quellfluss des Río Tambo in der Verwaltungsregion Junín in Zentral-Peru. Er gehört zum Flusssystem des Río Ucayali, den rechten Quellfluss des Amazonas.

## Flusslauf
Der Río Perené entsteht auf einer Höhe von etwa 650 m am Zusammenfluss von Río Chanchamayo (rechts) und Río Paucartambo (links). Er fließt in überwiegend östlicher Richtung durch die peruanische Zentralkordillere. Dabei passiert er die Städte Perené und Pichanaqui sowie die Siedlungen Yurinaki und Puerto Ocopa. Die Flüsse Quebrada Ubiriqui und Río Avotrique von links sowie Río Huatziroqui, Río Pichanaqui, Río Ipoqui und Río Pangoa von rechts fließen ihm zu. Schließlich trifft er bei Puerto Prado auf einer Höhe von 305 m auf den von Süden kommenden Río Ene, mit dem er sich zum Río Tambo vereinigt. Die Nationalstraße 5S nach Satipo verläuft auf den oberen 65 Flusskilometern entlang dem südlichen Flussufer.

## Hydrologie
Der Río Perené entwässert ein 20.550 km² großes Gebiet der Zentralkordillere nach Osten. Die Quellflüsse des Río Perené entspringen in den vergletscherten Gebirgsmassiven Cordillera Huaguruncho und Cordillera Huaytapallana. Im Norden grenzt das Einzugsgebiet des Río Perené an das des Río Pachitea, im Westen und Süden an das des Río Mantaro. Der mittlere Abfluss des Río Perené liegt bei 602 m³/s. Bei Niedrigwasser liegt der Abfluss bei 250 m³/s, bei Hochwasser bei 3500 m³/s. 